# Ochotniczka. Pismo PSK
Ochotniczka. Pismo PSK – czasopismo wydawane od 1943 przez Pomocniczą Służbę Kobiet przy Armii Polskiej na Wschodzie.
Pierwszy numer ukazał się w październiku 1943, a ostatni – we wrześniu 1946 w Rzymie. Pismo redagowała Herminia Naglerowa, zaś wśród autorek tekstów znalazły się Jadwiga Czechowiczówna, Janina Pilatowa. Publikowano także teksty Józefa Bujnowskiego, Antoniego Cwojdzińskiego, Józefa Marii Bocheńskiego, Jana Olechowskiego